# محمد سيف كبشي
محمد سيف كبشي هو شاعر يمني. ولد عام 1936 في مدينة كريتر في محافظة عدن. نشأ وترعرع في محمية عدن. أجاد الإنجليزية والفرنسية والهندية والصومالية، تعدد لغاته أهلته ليعمل مترجماً للعديد من شركات الملاحة. قاوم ضد الإستعمار البريطاني في جنوب اليمن. وله عدة مساهمات في كتابة الشعر الغنائي.